# Monte Alegre dos Campos
Monte Alegre dos Campos ist eine Stadt mit etwa 3200 (Stand 2018) Einwohnern im Bundesstaat Rio Grande do Sul im Süden Brasiliens. Sie liegt etwa 280 km nördlich von Porto Alegre. Ursprünglich war Monte Alegre dos Campos Teil des Munizips Vacaria.

## Geographie
Monte Alegre dos Campos ist Teil der physiografischen Region der Campos de Cima da Serra.
Benachbart sind die Orte Vacaria, Bom Jesus, Caxias do Sul und Campestre da Serra.